# 바람난 가족
《바람난 가족》은 대한민국의 드라마 영화이며, 임상수 감독이 맡은 작품이다.

## 등장인물

### 중심 인물
- 주영작 : 황정민
- 은호정 : 문소리

### 주변 인물
- 홍병한 : 윤여정
- 주창근 : 김인문
- 신지운 : 봉태규
- 김연 : 백정림
- 우편 배달부 : 성지루
- 주수인 : 장준영

### 그 외 인물
- 노신사 : 원근희
- 장윤주 : 김병춘
- 양택식 : 김응수
- 신계동 : 정진각
- 사고조사 순경 : 박길수
- 읍내지 서장 : 이봉규
- 수인사건 형사 : 조덕제
- 박재구 : 이재구
- 박판규 : 이인철
- 알리사건 판사 : 임상수
- 알리 : 화이아즈
- 알리 처 : 문경희
- 알리 아기 : 소지원
- 순경 1 : 김진민
- 순경 2 : 최동훈
- 발굴사건 판사 : 신우철
- 건달 1 : 최한철
- 건달 2 : 김보승
- 포장마차 주인 : 장남열
- 연의 새애인 : 이천희
- 안무가 : 인애순
- 무용수 : 박소정, 황수현, 지민혜, 배지선, 한상률, 송주은, 강현이, 최유진
- 공연 음악 감독 : 김기영
- 영사기사 : 정재진
- 극장 매표원 : 김민희
- 술집 여자 : 홍지민
- 농장 촌부 : 주부진
- 지루 아내 : 강미진
- 지루 모친 : 김갑남
- 지루 어린딸 : 주시은
- 응급실 의사 : 이지나
- 젊은 택시기사 : 고낙선
- 노령 택시기사 : 김원봉
- 계동 운전기사 : 유승영
- 캬바레 사회자 : 박준식
- 알콜 병동 의료진 : 조방현
- 생리절도건 피고 : 박소영
- 호정 친구 딸 : 안민정
- 읍내 채혈 간호사 : 유정희
- 초음파실 의사 : 나오순
- 응급실 간호사 : 유용자, 강민진
- 스포츠 마사지사 : 남수진
- 피 학살자 유가종 : 채의진, 서병규, 마임순, 서영자, 심기호

### 우정출연
- 호정 친구 : 김여진

### 특별출연
- 휴정 선언건 판사 : 선재규
- 생리 절도건 판사 : 조광희

## 촬영
원래 본 작품의 주연인 은호정 역에 김혜수가 캐스팅되었었다. 그러나 김혜수가 TV 드라마 《장희빈》에 출연하기 위해 이 캐스팅 제의를 거절하면서 문소리를 캐스팅하였으며 이 과정에서 김혜수는 영화사측과 법정까지 가야 했다.
한편, 주영작 역에는 조재현이 거론됐지만 아내의 심의에 걸려 탈락했다.